# Harvey County
Harvey County je okres ve státě Kansas v USA. K roku 2010 zde žilo 34 684 obyvatel. Správním městem okresu je Newton. Celková rozloha okresu činí 1 400 km2.